# تیلور وین
تیلور وین (انگلیسی: Taylor Wane؛ زاده ۲۷ اوت ۱۹۶۸) بازیگر پورنوگرافی اهل بریتانیا است. وی در کنار بازیگری در فیلم‌های پورنو مانکن نیز هست و به کارگردانی در پورنوگرافی نیز می‌پردازد. وان در سال ۲۰۰۵ در تالار مشاهیر ای‌وی‌ان برگزیده شد. در سال ۲۰۰۷ به تالار مشاهیر افسانه‌های آروماتیک پیوست و در سال ۲۰۱۴ نیز به تالار مشاهیر اکس‌آرسی‌او راه یافت.